# Разврат (филм, 2013)
„Разврат“ (на английски: Filth) е трагикомедия с елементи на черен хумор от 2013 година на режисьора и сценарист Джон С. Беърд. Сценарият е по едноименния роман на Ървин Уелш.

## Сюжет
Внимание:  Текстът по-долу разкрива сюжета на произведението (или части от него)!
Брус Робъртсън е детектив сержант от полицията в Единбург, който мечтае да получи повишение. Неговият шеф го напътства в труден случай - убийството на японски студент от местни хулигани в подлез. Колегите на Брус обаче също кандидатстват за повишението – опитните детективи Питър Инглис и Дъги Гилман, пенсионираният полицай Гюс Бейн, новобранецът Рей Ленъкс и младата жена детектив Аманда Дръмонд. За да елиминира конкурентите, Брус използва най-мръсните начини и средства: има сексуална връзка с Криси, съпругата на Гилман, разпространява слухове за сексуалната ориентация на Инглис, подбужда всички служители срещу Ленъкс. Робъртсън има само един истински приятел – Клифърд Блейдс, с когото посещават единбургската масонска ложа. Но дори във връзката с най-добрия си приятел, Брус се държи изключително подло. Той редовно тероризира Бънти, съпругата на Клифърд, с вулгарни телефонни обаждания от името на някакъв Франк Сайдботъм.
Брус води безразборен сексуален живот, употребява големи количества наркотици, алкохол, използва неприемливи методи при разпит на свидетели и заподозрени. Поради пристрастяванията си Робъртсън развива остро психично разстройство, изразяващо се в постоянни халюцинации. Брус посещава лекар, за да се отърве от тях, но вместо това образът на д-р Роси, неговият лекар, започва да се появява в кошмарите му. Затъвайки все повече и повече в наркоманията си и халюцинациите, Робъртсън не може да се концентрира върху разследването на убийството на студента и се заплита в собствените си и чуждите проблеми. За да си почине от толкова забързания живот, Брус заминава с Клифърд за Хамбург, за да се забавлява в „квартала на червените фенери“ с проститутки.
След завръщането си в Единбург Робъртсън научава, че е отстранен от ръководството на разследването и на негово място е назначена Дръмонд. Ядосан от провала си, Брус обвинява Клифърд Блейдс, че е телефонният хулиган, тероризиращ собствената си жена. Клифърд е арестуван, а Робъртсън съблазнява нещастната му съпруга Бънти. В един момент Брус осъзнава, че съпругата му Карол заедно с дъщеря им отдавна са го напуснали заради тъмнокожия любовник Стив, а през цялото това време той говори с нея в халюцинациите си, обличайки се в женски дрехи и ходейки по улиците. По време на едно такова излизане в коледната нощ Робъртсън е хванат и бит от хулиганите, заподозрени в убийството на японския студент. Брус отчаяно се съпротивлява и убива лидера на бандата. Пребит и по женски дрехи, Робъртсън е открит и арестуван от свои колеги.
След този грандиозен инцидент Робъртсън е понижен в редови полицай, най-ниският ранг в полицията, и Ленъкс заема неговата позиция. Всички приятели и познати се отвръщат от Брус, с изключение на Мери, вдовицата на мъж, починал от инфаркт, когото Брус се опитал да спаси. Решавайки да сложи край на бурния си живот, Робъртсън облича парадната си униформа, записва прощално видеопослание до освободения от затвора Блейдс, след което застава на крехък стол и си връзва примка от шал, даден му от Мери. В този момент Мери, която е дошла заедно със сина си да посети Брус, звънва на входната врата, но той не може да се освободи от примката и Мери си тръгва. Робърстсън произнася за последен път в живота си фразата „Правилата са еднакви навсякъде“ и столът се счупва под краката му.

## Актьорски състав
| Актьор           | Роля                                                               |
| ---------------- | ------------------------------------------------------------------ |
| Джеймс Макавой   | Брус „Робо“ Робъртсън – полицейски детектив сержант                |
| Еди Марсан       | Клифърд „Блейдси“ Блейдс – най-добрият приятел на Брус             |
| Джейми Бел       | Рей Ленъкс – полицейски детектив сержант, колега и приятел на Брус |
| Шона Макдоналд   | Карол Робъртсън – съпругата на Брус                                |
| Шърли Хендерсън  | Бънти Блейдс – съпругата на „Блейдси“                              |
| Джим Броудбент   | д-р Верм Роси – лекуващият лекар на Брус                           |
| Имоджен Путс     | Аманда Дръмонд – полицейски детектив                               |
| Джон Гиб Маршал  | Робърт „Боб“ Тол – главен полицейски инспектор                     |
| Емън Елиът       | Питър Инглис – полицейски детектив                                 |
| Гари Луис        | Гас Бейн – полицейски детектив                                     |
| Брайън Маккарди  | Дъги Гилман – полицейски детектив                                  |
| Кейт Дики        | Криси Гилман – съпругата на Дъги и любовницата на Брус             |
| Джоан Фрогат     | Мери – вдовицата на мъртвеца                                       |
| Полиана Макинтош | Карън Фултън – секретарката на Робърт Тол                          |
| Иън Де Кескер    | Оки                                                                |
| Мартин Компстън  | Греъм Горман                                                       |
| Трейси Оберман   | Диана                                                              |
| Рон Донахи       | Хектор                                                             |
| Дейвид Соул      | мъж в колата                                                       |

## Снимачен процес
- Слоганът на филма е „Това малко прасенце отиде в града!“ („This Little Piggy went to town!“)
- Сред талантите, които актьорът Джеймс Макавой има, е и способността да предизвиква повръщане. Така сцената, в която героят Макавой повръща, е заснета реално.
- Снимките се състоят в град Стърлинг (Шотландия) и продължават 36 снимачни дни.
- Филмът има 66% рейтинг на Rotten Tomatoes.
- В интервю Джеймс Макавой каза, че по време на снимките е изпивал до половин бутилка уиски всяка вечер, за да изглежда груб, с махмурлук и подуто лице сутрин.
- В почти всяка сцена във филма се появява нещо оранжево.
- Заключителните надписи включват планинска верига, която е нарисувана така, че да изглежда като профила на лицето на Джеймс Макавой.
- Когато пише сценария, Джон С. Беърд пропуска някои от сцените и детайлите, които присъстват в оригиналната творба на Уелш. Например сюжетът с червея, който се заселва в главния герой, във филма е почти напълно премахнат.
- Джеймс Макавой не е избран веднага за ролята на Брус Робъртсън. „Спомням си първия път, когато го срещнах във фоайето на хотела и си помислих, че е твърде млад и красив, за да играе в „Разврат“. Качих се в стаята и казах на жена ми: „Той не ни подхожда“. Когато се върнах, Джеймс беше преобразен. Сякаш му пораснаха стърнища за пет минути. Той се превърна в порочен, жесток човек. Той се превърна в Брус“, спомня си по-късно Ървинг Уелш.
- Докато работи по филма, Джон С. Беърд се допитва до американския режисьор и сценарист Уолтър Хил, който според самия Беърд е възхитен от сценария на филма и предлага някои професионални съвети.
- Филмът съдържа няколко препратки към книгата, по която е базиран. Например прасето, което Брус вижда в своите халюцинации, е много подобно на прасето в оригиналния дизайн на корицата на книгата.